# Nelu Ploieșteanu
Nelu Ploieșteanu (numele de scenă al lui Ion Dumitrache; n. 16 decembrie 1950, Ciorani, Prahova, România – d. 2 aprilie 2021, București, România) a fost unul dintre cei mai cunoscuți interpreți de muzică lăutărească din România.

## Biografie
A muncit chiar de la 18 ani, când a început să cânte în satul natal și când i-a murit tatăl. Cu timpul a învățat să cânte la pian și la acordeon.
A făcut armata un an și patru luni la Brașov, și la Timișoara. După armată, în 1970 s-a mutat în București la o rudă. A cântat 6 luni la acordeon la Teatrul de revistă Ion Vasilescu avându-l ca dirijor pe Ion Albeșteanu.
A cântat apoi la restaurantele Caraiman, Bulevard, Doina, Crama Domnească, Caru' cu Bere.
În 1979 pleacă pentru prima oară într-un turneu în afara țării, cu Ansamblul Mugurelul (Franța, Italia, Belgia și Olanda).
Au urmat după aceea alte turnee în Italia, Spania și Germania. Pleacă câte 6 luni, după care alte șase luni rămânea în țară. Ultima plecare a fost în 1996 în Germania.
După 1990 a reușit să lanseze 18 albume. Nici nu-și mai amintea câte spectacole și turnee a avut.
A cântat între 1990 și 1998 la "Șarpele Roșu" și la “Perla”, iar între 2018 si 2021 a cântat la restaurantul Cascada din stațiunea Slănic Moldova.
A avut de multe ori ocazia să rămână în străinătate dar a refuzat pentru că a dorit „să readucă în actualitate muzica veche românească”. Îi lipsea mult de tot familia dar trebuia să plece pentru că, tot de dragul familiei pleaca de fiecare dată - să o poată întreține. 
A avut cinci copii (patru fiice, un fiu) și doi nepoți. Fiul său, Mihai, a decedat în luna aprilie a anului 2018.
Cele mai importante colaborări pe care le-a avut au fost acelea cu actorii Gheorghe Dinică și Ștefan Iordache. Pentru el a însemnat atât o satisfacție profesională cât și una sentimentală. După 1990 a lansat 18 albume.
Nelu Ploieșteanu a decedat în dimineața zilei de 2 aprilie 2021, la Spitalul Floreasca, unde era internat în stare gravă ca urmare a complicațiilor provocate de virusul SARS-CoV-2. A fost înmormântat pe 7 aprilie 2021 la Cimitirul Străulești 2, lângă fiul său, Mihai, care a murit în 2018.